# Радмила Кнежевић
Радмила Кнежевић (Призрен, 19. септембар 1971) српска је књижевница, глумица, редитељ и драмски едукатор.

## Биографија
Дипломирала је на Академији уметности у Приштини (смер глума) и на Филолошком факултету Универзитета у Приштини (књижевност и српски језик).
Глумица је српске драме Народног позоришта у Приштини (Косовска Митровица) и извршни директор Дјечијег драмског студија у Будви.
Члан је међународне организације за професионални развој позоришта за дјецу и младе „Аситеј” (Црна Гора).

## Награде
- Награда „Вуко Безаревић” за сатиричну причу – Пљевља 2010
- Награда часописа „АКТ” за најкраћу причу до 13 редова – АКТ, Ваљево, 2010
- Плакета за похваљену песму на сусретима писаца „Стевану Дучићу у походе” – Дучићи 2012
- Награда за режију – Фестивал позоришта за дјецу – Бар, 2009
- Награда за режију – Фестивал позоришта за дјецу, Бар, 2010
- Члан Удружења књижевника Црне Горе, Удружења „Милутин Алампијевић” (Франкфурт на Мајни), књижевног клуба „Милош Црњански” (Бијељина) и књижевног клуба „Море” (Тиват).

## Дела
- „Четири драме за децу” (Свети Сава, Хвосно, Исток, 2007),
- „Не тражим да знаш” (Београд, 2011),
- „Мале морске и обалске приче” (Пчелица, Чачак, 2012),
- „Призрене стари” (Књижевно друштво КиМ, Панорама, Београд, 2012)[4]